# Waverly (Kansas)
Waverly è un comune degli Stati Uniti d'America, situato nello Stato del Kansas, nella Contea di Coffey.